# 남해수산연구소
남해수산연구소(南海水産硏究所)는 대한민국 남해의 연근해에 관한 수산시험 및 연구사업을 관장하는 국립수산과학원의 소속기관이다. 2015년 10월 16일 발족하였으며, 전라남도 여수시 화양면 세포당머리길 22에 위치하고 있다. 소장은 고위공무원단 나등급에 속하는 일반직 또는 연구직공무원으로 보한다.

## 연혁
- 1949년 11월 10일: 중앙수산시험장 소속으로 목포·여수지장 설치.
- 1962년 5월 10일: 남해구지장으로 통합.
- 1963년 12월 17일: 국립수산진흥원 소속 남해구시험소로 개편.
- 1964년 3월 11일: 여수분소 설치.
- 1971년 8월 13일: 목포지원으로 개편.
- 1971년 9월 1일: 여수분소를 여수분원으로 개편.
- 1976년 6월 11일: 여수분원을 여수지원으로 승격.
- 1985년 4월 26일: 목포·여수수산연구소로 개편.
- 1993년 2월 10일: 남해수산연구소로 통합. 충무·제주분소 설치.
- 2002년 3월 2일: 국립수산과학원 소속으로 변경.
- 2002년 3월 9일: 통영·제주분소 폐지.
- 2004년 2월 2일: 관할구역 중 제주도를 이관하여 제주수산연구소를 분리. 패류연구센터, 어류육종연구센터를 설치.
- 2007년 1월 1일: 패류연구센터, 어류육종연구센터를 폐지하고 양식환경연구센터, 남해특성화연구센터, 방류종묘기술센터를 설치.
- 2009년 4월 30일: 양식환경연구센터, 방류종묘기술센터를 폐지.
- 2010년 2월 26일: 제주연구소를 폐지하고 소관사무를 이관받아 남서해연구소로 개편. 관할구역 중 부산광역시와 경상남도를 이관하여 남동해수산연구소를 분리. 남해특성화연구센터를 폐지하고 아열대수산연구센터를 설치.
- 2015년 10월 16일: 관할구역 중 제주특별자치도를 이관하여 제주수산연구소를 분리하고 남해연구소로 개편. 아열대연구센터를 폐지.

## 관할구역
- 광주광역시
- 전라남도

## 조직

### 소장
- 연구지원과[1]
- 자원환경과[2]
- 양식산업과[2]

### 소속기관
- 해조류연구센터

## 시험연구선
| 선명     | 총 톤수 | 주요 업무                                                                                      | 최대 승선인원 | 선질  | 주기관      | 주발전기 | 항해속력     | 진수일자   | 주정박지 |
| -------- | ------- | ---------------------------------------------------------------------------------------------- | ------------- | ----- | ----------- | -------- | ------------ | ---------- | -------- |
| 탐구11호 | 16톤    | 어장환경모니터링 조사 적조조사(유해적조 예찰) 빈산소 수괴조사 패류양식장 위생조사 수산자원조사 | 9명           | F.R.P | 430HP x 2기 | 30HP     | 13 ~ 14Knots | 1987년 4월 | 여수항   |